# 凶宅 (剧本)
《凶宅》，古罗马剧作家普劳图斯的喜剧作品。
普劳图斯的代表性作品有：《孪生兄弟》、《凶宅》、《一坛黄金》、《撒谎者》、《吹牛军人》。

## 内容
该剧主人公是一个喜好狎妓的青年和他的奴隶。
一个青年趁着父亲外出的时候，偷偷进了妓院，带着妓女们一起吃喝玩乐，他纵情声色，忘了回去，这时候父亲已经归来，他的奴隶非常机智，用计谋魅惑了他父亲，直到青年归来。

## 主题和思想
《凶宅》讽刺了剧中的“高利贷者”。

## 译著
《孪生兄弟》、《凶宅》的简体中文版已经由翻译家杨宪益、王焕生译出。